# Marie Lataste
 (juin 2010).
Si vous disposez d'ouvrages ou d'articles de référence ou si vous connaissez des sites web de qualité traitant du thème abordé ici, merci de compléter l'article en donnant les références utiles à sa vérifiabilité et en les liant à la section « Notes et références ».
Pour les articles homonymes, voir Lataste.
Marie Lataste (1822-1847) est une religieuse et une mystique française.

## Présentation
Née à Mimbaste, près de Dax, elle était la cadette d'une pauvre famille catholique de paysans pieux. Sa mère lui avait appris à lire, écrire, coudre et tisser. Telle était sa connaissance de l'ordre naturel. Elle avait élevé dans la foi du Seigneur Jésus et reçut sa première communion à l'âge de douze ans, un événement qui fut très marquant pour elle.
Sa foi augmentait de jour en jour, et son esprit s'allumait comme une braise devant la sainte communion, qui lui apparaissait comme la vraie lumière de l'amour divin. Elle reçut ensuite sa confirmation dans la joie. Bientôt, elle fut mise à l'épreuve et vécut diverses tentations ; elle décida finalement de se consacrer tout entière à Jésus dans le Saint-Sacrement.
Selon son propre témoignage, elle vit le Christ présent sur l'autel vers la fin de l'an 1839. Au jour de l'épiphanie de 1840, cela se serait reproduit et elle aurait reçu cette faveur pour trois années consécutives jusqu'en 1843. Au cours des expériences mystiques, qu'elle vécut comme une grâce, elle recueillit ainsi les instructions doctrinales de la bouche même de Jésus :
« Le premier roi, le premier souverain de la France, c'est moi. Je suis le maître de tous les peuples, de toutes les nations, de tous les empires, de toutes les dominations et je suis, particulièrement, le maître de la France. »
En 1840, l'abbé Pierre Darbins succéda au père Darbos en tant que curé de Mimbaste et rencontra Marie.  Elle lui raconta les événements qu'elle avait vécu et il s'empressa de les compiler dans un grand volume. Ce livre comporte un certain nombre d'interpolations et n'est pas généralement reçu, bien que la vie de sœur Lataste soit généralement reconnue comme étant authentiquement mystique.
Le 21 avril 1844, elle quitta son village et partit pour Paris, où elle entra dans la société du Sacré-Cœur et vécut plus paisiblement et fut vouée à la charité, l'humilité, l'obéissance et la vie commune. Elle est finalement envoyée à Rennes, où elle travaille comme infirmière en compagnie d'enfants et d'étrangers. Le 9 mai 1847, elle tomba gravement malade ; ayant à peine prononcé ses vœux, elle mourut et reçut les derniers sacrements avant de trépasser le 10 mai, étant à peine âgée de vingt-cinq ans.     
Ses restes ont été spécialement protégés et reposent maintenant à Roehampton près de Londres.

## Publications
- Pascal Darbins, La voie qui mène à dieu sous-titré : La vie et les œuvres de Marie Lataste, Éditions Delacroix.